# هيرمان هاينريش جوسين
هيرمان هاينريش جوسين (بالألمانية: Hermann Heinrich Gossen)‏ (مواليد 7 سبتمبر 1810 - 13 فبراير 1858) كان اقتصاديًا بروسيًا يُنظر إليه غالبًا على أنه أول من وضع نظرية عامة للمنفعة الحدية.
درس جوسين في بون، ثم عمل في الإدارة البروسية حتى تقاعده عام 1847، وبعد ذلك باع التأمين حتى وفاته.
قبل جوسن، كان عدد من المنظرين، بما في ذلك غابرييل كريمر، دانيال برنولي، ويليام فورستر لويد، ناساو ويليام سينيور، وجول دوبويت قد وظفوا أو أكدوا أهمية بعض فكرة المنفعة الحدية. لكن كرامر وبرنولي ودوبويت ركزوا على مشكلات محددة، ولم يقدم لويد أي تطبيق، وإذا كان سينيور قد عمل بالفعل في تطوير نظرية أكثر عمومية فإنه فعل ذلك بلغة تسببت في إغفال التطبيق من قبل معظم القراء.